# Venancio Pérez García
Venancio Pérez García (Sestao, 22 aprile 1921 – San Sebastián, 28 novembre 1994) è stato un calciatore spagnolo di ruolo attaccante.

## Carriera
Comincia a giocare nell'Erandio e, dopo due stagioni, nel 1944 approda all'Athletic Club. Qui rimane tre anni, dove però colleziona solo 17 presenze segnando 4 gol. Dopo una stagione (1947-1948) al Barakaldo, torna all'Athletic, dove resta sette anni, chiudendo la carriera con 150 presenze in Liga e 64 gol. Con i Rojiblancos vince tre Coppe del Re nel 1945, nel 1950 e nel 1955.
Ha giocato 11 partite in nazionale segnando 4 gol ed ha partecipato alla Coppa del Mondo della Svizzera nel 1954 (in cui ha messo a segno una delle quattro reti totali in carriera).

## Palmarès

### Giocatore

#### Club

##### Competizioni nazionali
- Coppa di Spagna: 3

Athletic Club: 1945, 1950, 1955